# Achoerus caspius
Achoerus caspius är en plattmaskart som beskrevs av Beklemischev 1914. Achoerus caspius ingår i släktet Achoerus och familjen Anaperidae. Inga underarter finns listade i Catalogue of Life.